# Сакварелидзе, Леван Абоевич
Леван Абоевич Сакварелидзе (груз. ლევან აბოევიჩ საყვარელიძე; 1920—1991) — советский учёный-эпидемиолог, педагог и организатор здравоохранения, доктор медицинских наук, профессор, член-корреспондент АМН СССР (1984). Министр здравоохранения Грузинской ССР (1962—1970) и депутат Верховного Совета Грузинской ССР (1964—1971).

## Биография
Родился 20 августа 1892 года в Тбилиси.
С 1942 по 1947 год обучался в Тбилисском медицинском институте. С 1947 по 1953 год на клинической работе в отделе здравоохранения Первомайского района города Тбилиси в должностях старший государственный санитарный инспектор и заместитель заведующего этого отдела. С 1953 по 1959 год работал в Министерстве здравоохранения Грузинской ССР в должности — руководитель санитарно-эпидемического управления. 
С 1959 по 1962 год в центральном аппарате Министерства здравоохранения СССР в должностях — начальник эпидемиологического отдела и заместитель начальника государственной санитарной инспекции. С 1962 по 1970 год — министр здравоохранения Грузинской ССР. С 1965 по 1991 год одновременно с административной занимался и педагогической работой в Тбилисском медицинском институте преподаватель, с 1976 по 1991 год — заведующий кафедрой эпидемиологии. С 1973 по 1976 год находился в заграничной командировке в Алжире в качестве руководителя группы советских эпидемиологов.

### Научно-педагогическая и общественная деятельность
Основная научно-педагогическая деятельность Л. А. Сакварелидзе была связана с вопросами в области эпидемиологии, в том числе по лечению сыпного тифа, коклюша, столбняка, дифтерии и тифо-паратифозных инфекций. Л. А. Сакварелидзе являлся — почётным членом Азербайджанского и членом Правления Грузинского  научных обществ эпидемиологов, микробиологов и паразитологов. С 1964 по 1971 год избирался кандидатом в члены ЦК КП Грузии и депутатом Верховного Совета Грузинской ССР. 
В 1968 году защитил диссертацию на учёную степень доктор медицинских наук по теме: «Эпидемиологическая география бактериальных кишечных инфекций в Грузинской ССР», в 1970 году получил учёное звание профессор. В 1984 году он был избран член-корреспондентом АМН СССР. Под руководством Л. А. Сакварелидзе было написано около восьмидесяти научных работ, в том числе монографий, таких как: «Повысить организаторскую работу по снижению и ликвидации инфекционных заболеваний» (1961), «Развитие здравоохранения в Советской Грузии» (1967),  «Эпидемиология тифопаратифозных инфекций и дизентерии» (1972) и «Обнаружение природного очага туляремии на территории Картлийской равнины» (1983). Л. А. Сакварелидзе являлся членом редакционного совета «Журнала микробиологии, эпидемиологии и иммунобиологии», редактором редакционного отдела «Эпидемиология, инфекционные и паразитарные болезни» Большой медицинской энциклопедии.
Скончался 19 июля 1991 года в Тбилиси.

## Награды
- два Ордена Трудового Красного Знамени